# René Bihel
Pour l’article homonyme, voir Bihel.
René Bihel, né le 2 septembre 1916 à Montivilliers (Seine-Maritime) et mort le 4 septembre 1997 à Blois (Loir-et-Cher), est un footballeur international français devenu entraîneur.

## Biographie
Il débute chez les jeunes en 1929 à l'US Tréfileries du Havre. Il joue chez les professionnels comme avant-centre à l'US Valenciennes-Anzin à partir de 1938. Puis à partir de 1944, il évolue  au Lille OSC. Il défend également les couleurs de l'Olympique de Marseille, du SC Toulon et du RC Strasbourg. 
Surnommé le taureau normand, il est sélectionné 6 fois (1 but marqué) en équipe de France entre 1945 et 1947.
Après sa carrière de joueur, il devient entraîneur au Havre AC (1953), puis l'AAJ Blois où il s'installe définitivement.

## Statistiques
| Saison                | Club                    | Championnat           | Championnat | Championnat | Coupe(s) nationale(s) | Coupe(s) nationale(s) | France | France | Total | Total |
| Saison                | Club                    | Division              | M.          | B.          | M.                    | B.                    | M.     | B.     | M.    | B.    |
| 1934/35               | US Tréfileries Le Havre | ?                     | ?           | ?           | ?                     | ?                     | -      | -      | ?     | ?     |
| 1935/36               | US Tréfileries Le Havre | ?                     | ?           | ?           | ?                     | ?                     | -      | -      | ?     | ?     |
| 1936/37               | US Tréfileries Le Havre | ?                     | ?           | ?           | ?                     | ?                     | -      | -      | ?     | ?     |
| Sous-total            | Sous-total              | Sous-total            | ?           | ?           | ?                     | ?                     | -      | -      | ?     | ?     |
| 1936/37               | US Quevilly             | ?                     | ?           | ?           | ?                     | ?                     | -      | -      | ?     | ?     |
| 1937/38               | US Quevilly             | D3                    | ?           | ?           | ?                     | ?                     | -      | -      | ?     | ?     |
| Sous-total            | Sous-total              | Sous-total            | ?           | ?           | ?                     | ?                     | -      | -      | ?     | ?     |
| 1938/39               | Valenciennes            | D2                    | 31          | 14          | 1                     | 0                     | -      | -      | 32    | 14    |
| Sous-total            | Sous-total              | Sous-total            | 31          | 14          | 1                     | 0                     | -      | -      | 32    | 14    |
| 1939/40               | Le Havre AC             | ZN                    | ?           | ?           | ?                     | ?                     | -      | -      | ?     | ?     |
| 1940/41               | Le Havre AC             | ZN                    | ?           | ?           | ?                     | ?                     | -      | -      | ?     | ?     |
| 1941/42               | Le Havre AC             | ZN                    | ?           | ?           | ?                     | ?                     | -      | -      | ?     | ?     |
| Sous-total            | Sous-total              | Sous-total            | ?           | ?           | ?                     | ?                     | -      | -      | ?     | ?     |
| 1942/43               | Fives                   | D1-ZI                 | ?           | 27+         | 2                     | 2                     | -      | -      | ?     | 29+   |
| Sous-total            | Sous-total              | Sous-total            | ?           | 27+         | 2                     | 2                     | -      | -      | ?     | 29+   |
| 1943/44               | ÉF Lille-Flandres       | D1-F                  | 27          | 38          | 3                     | 6                     | -      | -      | 33    | 44    |
| Sous-total            | Sous-total              | Sous-total            | 27          | 38          | 3                     | 6                     | -      | -      | 33    | 44    |
| 1944/45               | Lille                   | D1                    | 22          | 30          | 6                     | 10                    | 2      | 0      | 30    | 40    |
| 1945/46               | Lille                   | D1                    | 25          | 28          | 6                     | 6                     | 3      | 0      | 34    | 34    |
| Sous-total            | Sous-total              | Sous-total            | 47          | 58          | 12                    | 16                    | 3      | 0      | 50    | 56    |
| 1946/47               | Le Havre AC             | D1                    | 28          | 15          | 3                     | 3                     | 1      | 1      | 32    | 19    |
| Sous-total            | Sous-total              | Sous-total            | 28          | 15          | 3                     | 3                     | 1      | 1      | 32    | 19    |
| 1947/48               | Marseille               | D1                    | 29          | 15          | 2                     | 2                     | -      | -      | 31    | 17    |
| 1948/49               | Marseille               | D1                    | 24          | 17          | 2                     | 4                     | -      | -      | 26    | 21    |
| Sous-total            | Sous-total              | Sous-total            | 53          | 32          | 4                     | 6                     | -      | -      | 57    | 38    |
| 1949                  | Toulon                  | D2                    | 17          | 7           | 1                     | 0                     | -      | -      | 18    | 7     |
| Sous-total            | Sous-total              | Sous-total            | 17          | 7           | 1                     | 0                     | -      | -      | 18    | 7     |
| 1949/50               | RC Strasbourg           | D1                    | 12          | 2           | 2                     | 0                     | -      | -      | 14    | 2     |
| 1950/51               | RC Strasbourg           | D1                    | 21          | 8           | 5                     | 3                     | -      | -      | 26    | 11    |
| Sous-total            | Sous-total              | Sous-total            | 33          | 10          | 7                     | 3                     | -      | -      | 40    | 13    |
| 1951/52               | AAJ Blois               | DH                    | ?           | ?           | ?                     | ?                     | -      | -      | ?     | ?     |
| 1952/53               | AAJ Blois               | DH                    | ?           | ?           | ?                     | ?                     | -      | -      | ?     | ?     |
| Sous-total            | Sous-total              | Sous-total            | ?           | ?           | ?                     | ?                     | -      | -      | ?     | ?     |
| 1953/54               | Le Havre AC             | D1                    | 5           | 0           | 0                     | 0                     | -      | -      | 5     | 0     |
| Sous-total            | Sous-total              | Sous-total            | 5           | 0           | 0                     | 0                     | -      | -      | 5     | 0     |
| 1955/56               | AAJ Blois               | ?                     | ?           | ?           | 2                     | 2                     | -      | -      | 2+    | 2+    |
| Sous-total            | Sous-total              | Sous-total            | ?           | ?           | 2+                    | 2+                    | -      | -      | 2+    | 2+    |
| Total sur la carrière | Total sur la carrière   | Total sur la carrière | 241+        | 201+        | 33                    | 38                    | 6      | 1      | 280+  | 240+  |

## Palmarès
- Champion de France en 1946 avec le Lille OSC et 1948 avec l'Olympique de Marseille.
- Vainqueur de la Coupe de France en 1946 avec le Lille OSC et 1951 avec le RC Strasbourg.
- Finaliste de la Coupe de France en 1945 avec le Lille OSC.
- Meilleur buteur du championnat de France de D1 en 1945-46 avec 28 buts.